# Andrej Andrejevič Markov (mlajši)
Andrej Andrejevič Markov (rusko Андре́й Андре́евич Ма́рков), ruski matematik, * 22. september 1903, Sankt Peterburg, † 11. oktober 1979, Moskva.

## Življenje in delo
Markov je bil sin matematika Andreja Andrejeviča. Leta 1919 je končal Osmo petrograjsko gimnazijo. Diplomiral je leta 1924 na Univerzi v Leningradu. Aspiranturo je zaključil leta 1928 na Astronomskem inštitutu v Leningradu.
Doktorat iz fizike in matematike je opravil leta 1935 brez zagovora dizertacije. Med letoma 1933 in 1955 je deloval na leningrajski univerzi in bil od leta 1936 profesor. V obdobju med letoma 1936 in 1942, ter 1944 in 1953 je bil predstojnik katedre za geometrijo Državne univerze v Leningradu.
Med letoma 1939 in 1972 je deloval na Matematičnem inštitutu Steklova Sovjetske akademije znanosti.
Med 2. svetovno vojno je bil do julija 1942 v obleganem Leningradu. V letu 1953 je postal dopisni član Sovjetske akademije znanosti. Med letoma 1959 in 1979 je bil predstojnik katedre za matematično logiko Državne univerze v Moskvi.
Deloval je na področju dinamičnih sistemov, topologije, topološke algebre, teorije algoritmov in matematičnega konstruktivizma.
Dokazal je nerešljivost problema enakosti v asociativnih sistemih (1947), nedoločljivost problema homeomorfnosti v topologiji (1958), ustanovil je šolo konstruktivistične matematike in logike v SZ. V 40. letih 20. stoletja je uvedel pojem normalnega algoritma.